# Abbeylara
 Abbeylara (Mainistir Leathrátha en irlandais) est un village du comté de Longford en Irlande. Il se trouve à environ 30 km du centre administratif du comté, Longford.

## Les origines
Abbeylara (irlandais : Mainistir Leathrátha, ce qui signifie "Abbaye de la petite (ou demi) motte") est un village situé dans la partie orientale du comté de Longford, à environ cinq kilomètres à l'est de Granard, sur la route régionale R396.
L'origine de son nom tient par la présence d'un monastère, la grande abbaye de Lerha, fondée en 1205 par le magnat hiberno-normand Risteárd de Tiúit (en), pour les moines cisterciens. Le monastère a cessé toute activité en 1539, et il ne reste aujourd'hui que ses ruines, visibles à l'entrée du village.
Le Duncla (Dún-chlaí signifiant "fossé fortifiée") renforcé d'une digue, qui s'étend au sud-est des lacs Lough Gowna et Lough Kinale (en), passe par la plus grande paroisse de Abbeylara, jusqu'à environ un kilomètre au nord du village.

## Le village
Au cœur du village, se trouvent l'église, l'école, un commerce, un pub et alentour, les hameaux de la paroisse.
En raison de sa proximité des lacs Lough Kinale et Lough Derragh, l'abondance de truites, tanches, brèmes et brochets, attire les pêcheurs et de nombreux concours de pêche se déroulent tous les ans.

## Faits divers
- Fusillade à Abbeylara en 2010.

## Cultes
- Saint Guasacht fut le premier abbé.
- Au centre du village se trouve l'église catholique Saint-Bernard.

## Sports et associations culturelles
- Football gaélique[2]
- Pêche
- Tir sportif
- Handball gaélique